# Chaim Zaher
Chaim Zaher (em árabe: حاييم زاهر; Beirute, 7 de setembro de 1954)  é um empresário libanês naturalizado brasileiro.

## Biografia
Iniciou sua carreira como porteiro do cursinho Brasília, depois foi conquistando novas posições até sugerir uma parceria com seu patrão que ocasionou sua demissão. Após isso fez sociedade com um grupo educacional rival criando a  Convequipe em Araçatuba. No ano de 1976 funda a Thathi Araçatuba. Fez ainda parcerias com João Carlos Di Gênio, dono da UNIP e Objetivo, em 1984. Em 1987 lança o Sistema de Ensino COC. Nos anos posteriores fez novas aquisições e em 2010 vendeu as marcas  COC, Dom Bosco, Pueri Domus e Name para a empresa Pearson.

## Vida pessoal
É casado com Adriana Baptiston Cefali Zaher, com quem tem quatro filhas: Thalita, Thamila, Thiciana e Thiara, e cinco netos.